# Immagine in Cornice
Immagine In Cornice (traducción al italiano de Picture in a frame) es un DVD en vivo que documenta la gira del grupo Pearl Jam en cinco ciudades de Italia realizada en 2006, incluyendo escenas detrás de escenario junto a sus actuaciones en vivo.

## Reseña
La película fue dirigida por el fotógrafo Danny Clinch. Fue tomada en varios formatos, desde el Super-8 al de Alta definición.

## Lista de canciones
1. "Severed Hand"
  - 17/09/2006, Forum, Milán, Italia
2. "World Wide Suicide"
  - Mezcla de tomas de todos los conciertos de la gira.
3. "Life Wasted"
  - 19/09/2006, PalaOlimpico, Turín, Italia
4. "Corduroy"
  - 16/09/2006, Arena di Verona, Verona, Italia
5. "State of Love and Trust"
  - 17/09/2006, Forum, Milán, Italia
6. "Porch"
  - 16/09/2006, Arena di Verona, Verona, Italia
7. "Even Flow"
  - 19/09/2006, PalaOlimpico, Turín, Itali
8. "Better Man"
  - 16/09/2006, Arena di Verona, Verona, Italia
9. "Alive"
  - 17/09/2006, Forum, Milán, Italia
10. "Blood"
  - 16/09/2006, Arena di Verona, Verona, Italia
11. "Comatose"
  - 20/09/2006, Piazza del Duomo, Pistoia, Italia
12. "Come Back"
  - 20/09/2006, Piazza del Duomo, Pistoia, Italia
13. "Rockin' in the Free World"
  - 20/09/2006, Piazza del Duomo, Pistoia, Italia

### Canciones extras
- "A Quick One While He's Away" (19/09/2006, PalaOlimpico, Turín, Italia, con My Morning Jacket)
- "Throw Your Arms Around Me" (20/09/2006, Piazza del Duomo, Pistoia, Italia)
- "Yellow Ledbetter" (17/09/2006, Forum, Milán, Italia)

## Posiciones en listas
Toda la información está tomada de Billboard.
| Año  | Lista               | Posición |
| ---- | ------------------- | -------- |
| 2007 | US Top Music Videos | 1        |

## Créditos
- Jeff Ament – Bajo
- Matt Cameron – Batería
- Boom Gaspar – Teclado Hammond B3, Fender Rhodes
- Stone Gossard – Guitarra
- Mike McCready – Guitarra
- Eddie Vedder – Voz, Guitarra

- Dirección - Danny Clinch
- Producción - Linda Narváez
- Mezcla - Brett Eliason
- Grabación - John Burton